# Episodi di Gintama (seconda stagione)
Questa è la lista degli episodi della seconda stagione della serie anime ispirata al manga Gintama di Hideaki Sorachi, intitolata Gintama'. I 51 episodi della stagione sono stati trasmessi per la prima volta su TV Tokyo dal 4 aprile 2011. Lo staff principale della prima stagione rimane inalterato anche per la seconda, con la regia curata da Yoichi Fujita. Crunchyroll ha pubblicato in simulcast gli episodi della stagioni per i territori anglofoni. Il primo DVD della serie è stato pubblicato il 27 luglio 2011.
Per questa stagioni sono stati utilizzati sette brani come sigle, tre in apertura e quattro in chiusura. La prima sigla di apertura, Tōgenkyō Alien (桃源郷エイリアン?, Tōgenkyō Eirian, lett. "Mondo fatato alieno") di Serial TV Drama, è stata utilizzata per i primi 26 episodi. La canzone Jirenma (ジレンマ?, Dilemma, lett. "Dilemma") di ecosystem è usata come seconda sigla di apertura per gli episodi dal 27 al 39, mentre Wonderland di FLiP è la terza ed ultima sigla, usata per gli episodi restanti. In chiusura è stato utilizzato invece il brano Samurai Heart (Some Like It Hot!!) (サムライハート (Some Like It Hot!!)?, Samurai Hāto (Some Like It Hot!!)) dei SPYAIR per i primi tredici episodi, mentre per quelli dal 14 al 26 il brano Balance Doll dei Prague. Come terzo tema di chiusura è stato utilizzato il brano Anagura (アナグラ?, Anagura, lett. "Cellulare") di Kuroneko Chelsea, per gli episodi che vanno dal 27 al 39. L'ultimo brano utilizzato come quarta sigla di chiusura per gli episodi restanti è Nakama (仲間? lett. "Amici") di Good Coming. In Italia gli episodi sono stati pubblicati su Prime Video il 14 e il 21 aprile 2023.

## Lista episodi

### Gintama'(51 episodi) [202-252] (2011-2012)
| N° serie | N° episodio | Titolo Episodio |
| -------- | ----------- | --- |
| 202      | 1           | Dopo le vacanze estive, tutti sembrano un pochino più adulti |
| 203      | 2           | Dopo le vacanze estive, tutti sembrano parecchio più adulti |
| 204A     | 3           | Parte prima: Per le cartoline degli auguri di buon anno si usa la penna calligrafica                                                                              |
| 204B     | 3           | Parte seconda: Il cioccolato viene prima dei sentimenti |
| 205A     | 4           | Parte prima: I pasti devono essere ben bilanciati |
| 205B     | 4           | Parte seconda: Siamo tutti guerrieri in lotta contro il destino                                                                                                   |
| 206      | 5           | È strano che un'agenzia di ragazze immagine abbia una ragazza immagine, quindi chiamatela ragazza sandwich                                                        |
| 207      | 6           | Gli occhiali fanno parte dell'anima |
| 208      | 7           | Alcune cose appaiono invisibili con gli occhiali |
| 209      | 8           | Niente è per sempre, inclusi i genitori, i soldi, la giovinezza, l'appartamento, le camicie, io, te e l'anime di Gintama                                          |
| 210      | 9           | Una città senza legge attira gente suonata |
| 211      | 10          | Non sono solo i fantasmi a scatenarsi nei cimiteri |
| 212      | 11          | Le catene di un guerriero |
| 213      | 12          | Città d’acciaio |
| 214      | 13          | Lascia che mi presenti! |
| 215      | 14          | Pari o dispari |
| 216      | 15          | In tutta sincerità non mi ricordo un cavolo della visita guidata alla fabbrica                                                                                    |
| 217      | 16          | Ciò che accade due volte può accaderne tre |
| 218      | 17          | Le chele di granchio possono recidere i legami |
| 219      | 18          | Parte prima: Le persone si macchiano senza volerlo della colpa di prendere in prestito cose per poi non restituirle                                               |
| 220      | 19          | Nei bagni pubblici ci si mette a nudo anima e corpo |
| 221      | 20          | Jugemu |
| 222      | 21          | Il nome rivela chi siamo |
| 223      | 22          | Il paparino con la vita famigliare hard ma il cuore soft |
| 224      | 23          | Estasi rossa e blu |
| 225      | 24          | È vero che in Prison Break stagione 2 sono già evasi, ma se consideriamo questa società marcia come una prigione, allora il titolo Prison Break ha comunque senso |
| 226      | 25          | Tutti adorano il pigiama |
| 227      | 26          | Parlando di crossover, non dimentichiamo alien vs predator |
| 228      | 27          | L'amore non è plus né minus |
| 229      | 28          | Al mondo esiste solo amore |
| 230      | 29          | Pensare ad un titolo che sembrasse l'oggetto di una e-mail sarebbe stato una vera rottura                                                                         |
| 231      | 30          | Se è la prima volta che andate ad un funerale, potreste restare sorpresi di quanto stranamente felici sembrino i presenti                                         |
| 232      | 31          | La gente che tendi a dimenticare si fa rivedere proprio quando la dimentichi                                                                                      |
| 233      | 32          | Mezzogiorno in famiglia spaziale |
| 234      | 33          | Salvadanai e spazzatura |
| 235      | 34          | Il pianeta vuoto |
| 236      | 35          | Non ti lascerò dire amici addio |
| 237      | 36          | Portatemi a sciare |
| 238      | 37          | In vacanza persi nel nulla |
| 239      | 38          | Ci sono cose che non vanno dimenticate anche dopo un festino di capodanno                                                                                         |
| 240      | 39          | Le persone riescono a vivere solo dimenticando certe cose |
| 241      | 40          | La parola umanità si può leggere anche host |
| 242      | 41          | Alle donne piace Vegeta, agli uomini piace Junior |
| 243      | 42          | Disegna la tua vita su quella tela chiamata manga |
| 244      | 43          | Check it out! |
| 245      | 44          | I Baragaki e le rose |
| 246      | 45          | Un festival spinoso |
| 247      | 46          | Lettera dai Baragaki |
| 248      | 47          | The Madaonaire |
| 249      | 48          | I regali vanno dati in anticipo |
| 250      | 49          | La strenna e le battute sconce vanno a braccetto |
| 251      | 50          | Quando dormite sotto al kotatsu attenti a non bruciarvi le palle                                                                                                  |
| 252      | 51          | Chiediamo scusa |

### Gintama'- Enchosen(13 episodi) [253-265] (2011-2012)
| N° serie | N° episodio | Titolo Episodio                                                               |
| -------- | ----------- | ----------------------------------------------------------------------------- |
| 253      | 1           | Nessuno che abbia i capelli biondi naturalmente lisci può essere così cattivo |
| 254      | 2           | Kintoki e Gintoki                                                             |
| 255      | 3           | I gioielli di famiglia di Kin                                                 |
| 256      | 4           | Il valore di un protagonista                                                  |
| 257      | 5           | La bella ribalta le carte in tavola                                           |
| 258      | 6           | Infiltrati a palazzo!                                                         |
| 259      | 7           | Le cinque dita                                                                |
| 260      | 8           | Promessa di fedeltà                                                           |
| 261      | 9           | Una luna che non cala più                                                     |
| 262      | 10          | Il risuonare dei raggi colpisce chiunque al cuore                             |
| 263      | 11          | Due fratelli                                                                  |
| 264      | 12          | Liquore, benzina, sorrisi e lacrime                                           |
| 265      | 13          | Il cibo per cani è più insipido di quanto sembri                              |